# Кяпаз (футбольний клуб)
«Кяпаз» (азерб. Kəpəz) — азербайджанський футбольний клуб із міста Гянджа. Є одним із найстаріших та найуспішніших клубів країни, тричі перемагав у національному чемпіонаті та чотири рази вигравав кубок країни.

## Колишні назви
- 1959—1962 «Текстильник» (Кіровабад)
- 1962—1974 «Динамо» (Кіровабад)
- 1975—1981 «Прогрес» (Кіровабад)
- 1982—1988 «Кяпаз» (Кіровабад)
- 1989—2005 «Кяпаз» (Гянджа)
- 2005—2011 «Гянджа»
- з 2011 «Кяпаз» (Гянджа)

## Досягнення
Прем'єр-ліга

Логотип ФК «Гянджа»

- Чемпіон (3): 1994/95, 1997/98, 1998/99

Кубок Азербайджану
- Володар кубка (4): 1994, 1997, 1998, 2000

Перший дивізіон
- Переможець (1): 2009/2010

Перша ліга СРСР
- Переможець (1): 1967

## Участь у Єврокубках
| Сезон   | Змагання            | Раунд | Країна             | Клуб            | Вдома | На виїзді | Підсумок |
| ------- | ------------------- | ----- | ------------------ | --------------- | ----- | --------- | -------- |
| 1995/96 | Кубок УЄФА          | 1     | Австрія            | Аустрія         | 0-4   | 1-5       | 1-9      |
| 1997/98 | Кубок Кубків УЄФА   | 1     | Латвія             | Дінабург        | 0-1   | 0-1       | 0-2      |
| 1998/99 | Ліга чемпіонів УЄФА | 1     | Польща             | ЛКС (Лодзь)     | 1-3   | 1-4       | 2-7      |
| 1999/00 | Ліга чемпіонів УЄФА | 1     | Північна Македонія | Слоґа Юґомаґнат | 2-1   | 0-1       | 2-2 (ч)  |
| 2000/01 | Кубок УЄФА          | 1     | Туреччина          | Антальяспор     | 0-2   | 0-5       | 0-7      |
| 2016/17 | Ліга Європи УЄФА    | 2     | Австрія            | Адміра          | 0-2   | 0-1       | 0-3      |